# William Humphrey Bennett
Pour les articles homonymes, voir William Bennett et Bennett.
William Humphrey Bennett (23 décembre 1859-15 mars 1925) est un homme politique canadien de l'Ontario. Il est député fédéral conservateur de la circonscription ontarienne de Simcoe-Est de 1892 à 1908 et de 1911 à 1917.

## Biographie
Né à Barrie dans le Canada-Ouest, Bennett étudie dans les écoles publiques de Barrie. Il étudie ensuite le droit et est nommé au Barreau de l'Ontario en 1881. S'établissant à Midland, il y sert comme préfet en 1886.
Défait en 1891, il est élu par acclamation lors de l'élection partielle organisée après l'annulation du scrutin précédent. Réélu en 1896, 1900 et en 1904, il est défait en 1908. De retour en 1911, il est nommé au Sénat du Canada en tant que représentant de la division sénatoriale de Simcoe Est en 1917 sous la recommandation du premier ministre Robert Borden. Il demeure au Sénat jusqu'à son décès en 1925.
Bennett est un mentor de George Dudley pour qui ce dernier travaille comme stagiaire.
Son beau-père, Henry Cargill, est député conservateur de Bruce-Est de 1887 à 1903.